# Eccidio di San Martino Spino
L'eccidio di San Martino Spino fu una strage nazifascista compiuta il 13 dicembre 1944 a San Martino Spino, frazione di Mirandola in provincia di Modena, nel corso della quale furono uccisi per rappresaglia tre partigiani.
Insieme all'eccidio di San Giacomo Roncole e all'eccidio di Mirandola, fu una delle più cruente stragi nazifasciste compiute nel territorio della bassa modenese.

## Antefatti
Alla fine di ottobre del 1944 i partigiani modenesi speravano nella rivolta della popolazione contro l'occupazione tedesca, impegnata a rafforzare la cosiddetta Linea gotica e prevenire gli attacchi della Resistenza, perlustrando il territorio con violente azioni anti-partigiane.
Oles Pecorari, nipote del socialista Giovanni Tironi (picchiato dai fascisti fino a farlo divenire quasi cieco) aveva messo in piedi, seguendo gli ideali del nonno materno, una squadra d'azione partigiana, aderente al Comitato di Liberazione Nazionale, composta da una ventina di militanti socialisti e comunisti, che portò a termine operazioni di propaganda, oltre a proteggere clandestini e militari alleati di passaggio (tra cui il maggiore Burton e il sergente Barret).
A cavallo tra il novembre e il dicembre del 1944, i nazifascisti arrestarono un ragazzo mantovano, che pochi giorni prima aveva consegnato delle armi ai partigiani. Sottoposto a numerose torture, alla fine egli rivelò i nomi del gruppo partigiano delle valli mirandolesi.

## La strage
Dopo una grande operazione di rastrellamento, i nazifascisti arrestarono così Mario Borghi, Cesarino Calanca, Oles Pecorari e Volmer Diazzi.
Il parroco di Mirandola (in sostituzione di don Dante Sala, arrestato a Como il 4 dicembre 1944 e ancora detenuto nel carcere di Modena all'epoca dei fatti) e il vescovo di Carpi Vigilio Federico Dalla Zuanna cercarono di salvare i partigiani, tre dei quali vennero però condannati a morte da un improvvisato tribunale di guerra nazifascista allestito presso il palazzo di Portevecchio, che volle così vendicare per rappresaglia due attentati partigiani compiuti in precedenza lungo la Strada statale 12 dell'Abetone e del Brennero. Volmer Diazzi fu invece assolto, ma in seguito deportato in Germania.
I partigiani Borghi, Calanca e Pecorari furono fucilati il 13 dicembre 1944 nella piazza principale di San Martino Spino. Prima dell'uccisione, rifiutando di essere bendato, Oles Pecorari dichiarò: «Noi moriamo per un'Italia libera e grande. Desidero che i soldati sparino al petto e non al volto, in modo che mia madre possa vedere il volto non deturpato.» Ciononostante, dopo l'esecuzione il comandante nazifascista volle sparare alcuni colpi di pistola in faccia a Pecorari, per negargli anche il suo ultimo desiderio.

## Vittime
- Mario Borghi, nato a Medolla il 14 giugno 1923;
- Cesarino Calanca, nato a Bondeno il 28 dicembre 1921;
- Oles Pecorari, nato a San Martino di Carpi il 16 maggio 1921.

## Memoria
Dopo la guerra, i compaesani sammartinesi eressero una cappella in memoria dei tre giovani partigiani, inaugurata il 7 ottobre 1945 dal professor Mario Merighi (poi eletto all'assemblea costituente) e dal sindaco Nino Lolli.

Alla memoria delle tre vittime partigiane è dedicato un monumento all'esterno del locale cimitero, con la lapide che recita: 
Tre diverse vie di San Martino Spino, realizzate negli anni 1970, furono dedicate ai tre giovani; una quarta via è intitolata alla data dell'eccidio.